# 京都市電蹴上線
蹴上線（けあげせん）は、京都市の東山仁王門と蹴上の間を結んでいた京都市電の軌道路線である。

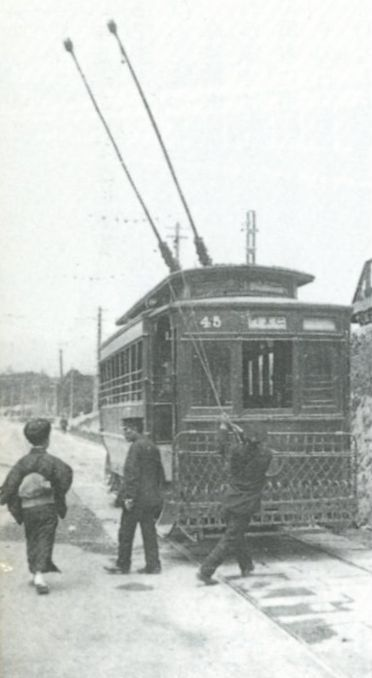
蹴上終点で1形の2本のトロリーポールを回す乗務員(1934-1938年？)

## 概要
京都電気鉄道によって、第4回内国勧業博覧会会場となった岡崎公園へのアクセスとして建設された。当初は木屋町二条から二条通を東進し、琵琶湖疏水に突き当たってからは疏水に沿って南下の後、仁王門通を南禅寺前まで東に進むルートであった。博覧会の開幕に合わせ、京都駅前から木屋町二条までの区間とともに開業した。蹴上までの延伸を経て京都市に買収される。
買収後は起点を東山仁王門に移すルート変更の上で、標準軌（広軌）へ改軌されて運行が続けられたが、太平洋戦争の激化により休止となり、そのまま廃止された。廃止時には後から開業した京阪京津線とはほぼ並行するようなルートであった。レールは休止時に梅津線に転用されたという説がある。買収の時点で木屋町二条と蹴上の間の折り返し運行となっており、市への買収後も休止に至るまで運行系統としては他路線とは独立していた。
休止から2ヶ月後の1945年4月に円勝寺町停留所に、市内から出る屎尿の積込所が設けられ、東山仁王門～東山三条から連絡線を通って京阪京津線（当時は京阪神急行電鉄）に乗り入れ、京阪石山坂本線の粟津駅までの専用輸送が行われた。この屎尿輸送は1946年8月まで続いた（鉄道による糞尿輸送を参照）。

## 沿革
- 1895年（明治28年）4月1日　京都電気鉄道により、木屋町二条 - 岡崎円勝寺町 - 南禅寺間が鴨東線として開業。
- 1907年（明治40年）8月8日　南禅寺 - 蹴上間延伸開業。
- 1918年（大正7年）7月1日　京都市が買収。
- 1926年（大正15年）
  - 8月7日　東山仁王門 - 岡崎円勝寺町間の広軌路線が開業。岡崎円勝寺町 - 南禅寺 - 蹴上間を広軌化し、木屋町二条 - 岡崎円勝寺町を休止。
  - 9月1日　休止中の木屋町二条 - 岡崎円勝寺町間の狭軌路線を廃止。
- 1945年（昭和20年）2月1日　戦争の激化により、全線休止。
- 1965年（昭和40年）7月10日　全線廃止。

## 停留所一覧
- 東山仁王門（広軌化以後に開業）
- 岡崎（広軌化以後に開業）
- 岡崎円勝寺町（広軌化以後に廃止）
- 円勝寺町（広軌化以後に開業）
- 南禅寺
- 蹴上

## 接続路線
※休止時点での会社名による。
- 京都市電東山線 - 東山仁王門
- 京阪神急行電鉄京津線 - 蹴上（駅自体はやや離れていた）